# This Ain't a Scene, It's an Arms Race
This Ain't a Scene, It's an Arms Race is een nummer van de Amerikaanse rockband Fall Out Boy uit 2007. Het is de tweede single van hun derde studioalbum Infinity on High.
Bassist Pete Wentz schreef het nummer om zich af te zetten tegen de emocultuur, waarmee zijn band vaak geassocieerd wordt. Wentz deelt in de tekst tikken uit aan mensen die blindelings alle trends volgen. Voor het eind van het nummer liet de band zich inspireren door Señorita van Justin Timberlake. Het nummer werd in veel landen een hit, en haalde bijvoorbeeld de 2e positie in de Amerikaanse Billboard Hot 100. De Nederlandse Top 40 of de Nederlandse Tipparade werden niet gehaald, wel haalde het de 15e in de Mega Top 50 van het radiostation 3FM. In Vlaanderen bereikte het nummer de 22e positie in de Tipparade.